# Ñusta

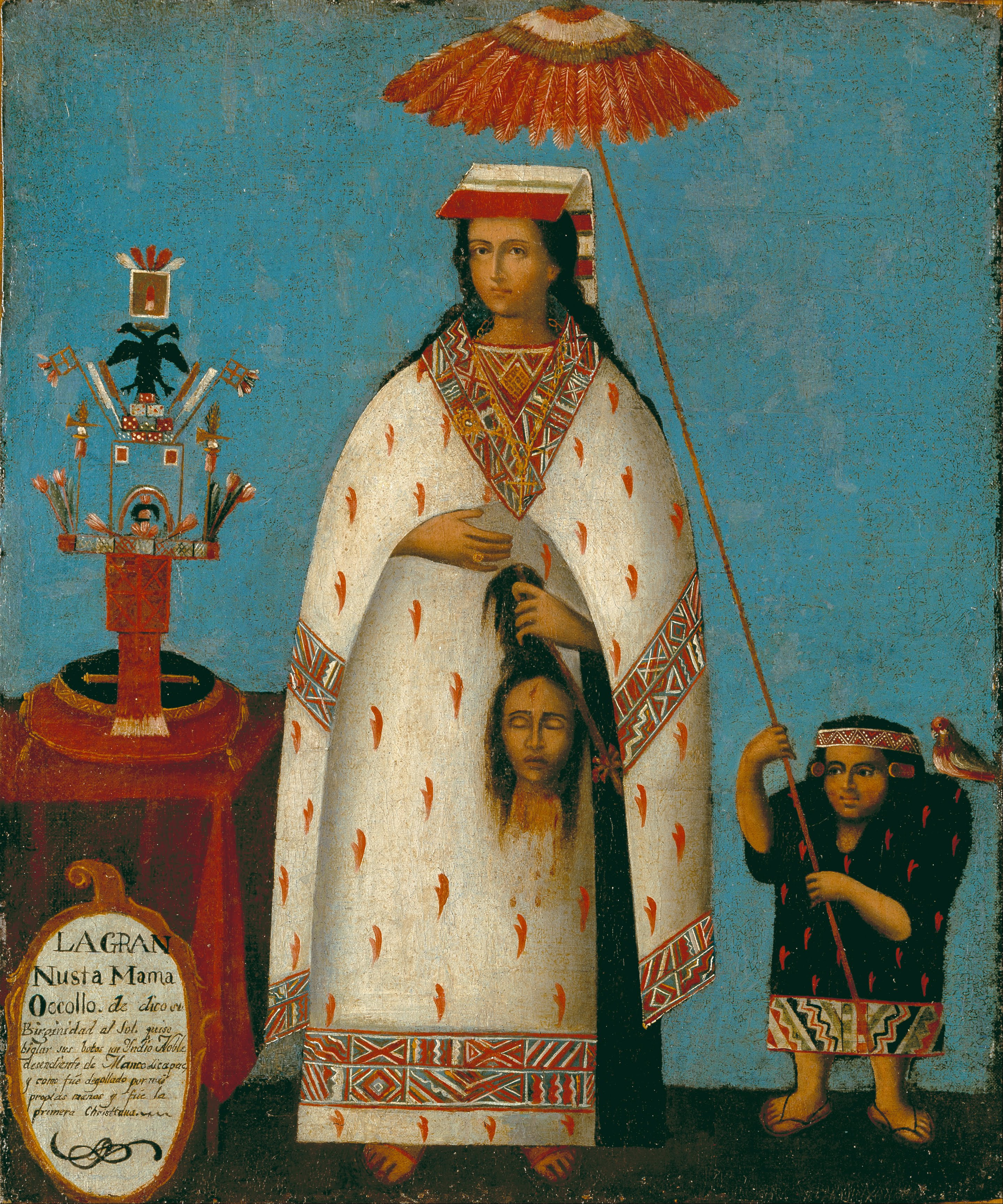
Uma ñusta, ou seja, Princesa Inca.

Ñusta era o nome quíchua para as princesas do Império Inca.
No Peru, que segue a tradição de celebrar a Festa da Pachamama (Mãe Terra). Ele escolhe a mulher mais velha do povoado, que interpreta a Mãe Terra, e uma adolescente virgem, simbolizando a terra ainda não foi fertilizada. A celebração tem dança aborígene e canções. A festa continua com a entrega de oferendas em Apachetas (locais onde os viajantes tradicionalmente deixam alguns de seus pertences para APU). Ele oferece vinho, milho, aguardente, pedras, flores, entre outros. Após as oferendas à divindade, a mulher mais velha leva os agradecimentos e pede a Pachamama sua proteção.